# Cyrtosia nitidissima
Cyrtosia nitidissima är en tvåvingeart som beskrevs av Engel 1933. Cyrtosia nitidissima ingår i släktet Cyrtosia och familjen svävflugor.
Artens utbredningsområde är Algeriet. Inga underarter finns listade i Catalogue of Life.